# コントラバンド
コントラバンド（英:Contraband）は、アメリカ合衆国の南北戦争の時に使われた言葉であり、逃亡奴隷の新しい身分あるいは北軍に入ってきた奴隷を指す。英語のcontrabandには密輸（品）、禁制（品）という意味がある。

## 歴史
アメリカ連合国の諸州が南北戦争を始めて以来、南部が所有する奴隷の扱いは、敵対関係が始まって間もない1861年初頭から問題となった。バージニア州ハンプトン・ローズのモンロー砦において、指揮官のベンジャミン・バトラー少将は、南軍が占拠するノーフォーク郡からハンプトン・ローズの港を越えて3人の奴隷が逃げてきて、北軍が保持するモンロー砦に現れたことを知った。バトラー将軍は南軍を支持する奴隷所有者に対する奴隷の返還を拒否し、奴隷は「コントラバンド」（戦時禁制品）と位置付けられることとなった。ただし軍の記録上で初めてこの用語を使ったのは別の士官だったようである（後述）。
3人の奴隷はフランク・ベイカー、ジェイムズ・タウンゼンド、およびシェパード・マロリーといい、北軍のモンロー砦から見てハンプトン・ローズ港の口を挟んだ対面にあるスーウェルズ岬に防御砲台を構築するため、所有者から南軍に貸与されていた。3人は夜に脱走し、小型のボートを漕いでオールド・ポイント・コンフォートに渡り、近くにあったモンロー砦に避難所を求めた。
南北戦争の前ならば、奴隷の所有者は（動産としての）奴隷の返還を請求する法的権利があったので、この時も連邦の1850年逃亡奴隷法の下でそうなる可能性があった。しかしバージニア州はもはやアメリカ合衆国の一部ではないと（連邦脱退により）宣言していた。弁護士として教育を受けていたバトラーは、バージニア州が自身をアメリカ合衆国の外国と考えているならば、3人の返還に応じる義務はなく、代わりに「戦時禁制品」として差し押さえるという立場を採った。南軍のジョン・B・キャリー少佐が3人の返還を要請したがバトラーは拒否した。但しこれは脱退州を外国として実効的に承認していたので、エイブラハム・リンカーン大統領は反対した。
バトラー将軍は逃亡奴隷にやがて労役を割り当てたが賃金を払わず、彼らを奴隷と呼び続けた。1861年9月25日、海軍長官のギデオン・ウェルズは、合衆国海軍が雇用する「有色の人々、一般にコントラバンドと呼ばれる者」に対して月額10ドルと完全な日次配給を与えるよう訓令を下した。3週間後、陸軍もこの要請に従い、モンロー砦のコントラバンドの男性に月額8ドルと女性に4ドル、および作業に応じた手当てを支払うこととした。
同年8月、連邦議会は1861年押収法(en)を成立させ、南軍が用いた如何なる資産も（奴隷を含め）北軍が没収できることとした。翌年3月、奴隷返還禁止法(en)が成立し、アメリカ連合国に属する所有者や南軍に対する奴隷の返還を禁止した。

## グランド・コントラバンド・キャンプ
この噂はバージニア州南東部の奴隷社会に素早く広まった。「コントラバンド」になることは完全な解放を意味しなかったが、多くの奴隷達にとって明らかに解放の方向へ進む第一歩と見られた。バトラーの決断後、さらに多くの逃亡奴隷がモンロー砦を目指し、コントラバンドになることを申し出た。元奴隷の数が増えて砦の中の宿舎では収容し切れなくなったので、コントラバンド達は南軍が立ち去ったハンプトン市にあった廃墟から材料を持ち寄って、混雑する砦の外に家屋を建てた。コントラバンド達はその宿舎をグランド・コントラバンド・キャンプと呼んだ（あだ名は「スラブタウン」）。4年足らず後の1865年4月の終戦までに、およそ1万人と見積もられる者達が「コントラバンド」の身分を得て、多くはその近在に暮らした。
モンロー砦の近くではあるが、エリザベス市郡の防壁の外、後にハンプトン大学のキャンパスとなった地域で、コントラバンドの大人と子供がメアリー・S・ピークなど先駆けとなった教師によって読み書きを教えられた。バージニア州法では奴隷を教育することを禁じていたがこれに逆らい、教室は戸外の大きなオークの木の下で行われた。1863年、エイブラハム・リンカーンの奴隷解放宣言がそこにいたコントラバンドや自由黒人に読んで聞かされ、そのオークの木はそれ以後「解放のオーク」と呼ばれて有名になった。しかし、解放宣言を起草するときの政治的な配慮のために、コントラバンドにとっての真の解放は1865年遅くに批准された奴隷制の廃止を決めるアメリカ合衆国憲法修正第13条の成立を待たなければならなかった。
現代では、コントラバンド歴史協会がその子孫によって設立され、その物語を称え後世に伝えている。フィリス・ハイスリップのような著作家がコントラバンド奴隷の有様などについて書き記してきた。

## ウィリアム・バッドによって初めて使われたコントラバンドという言葉
バトラー将軍は結果的にコントラバンドという名称をつけることになった奴隷を扱った最初の例ということになっているが、陸軍局に指示を求めて送った文書や交信録では、バトラーの指揮下に入った逃亡奴隷について、少なくともモンロー砦における彼の在職期間は「コントラバンド」という言葉が使われていない。1861年8月9日になっても、バトラーは自軍に確保した人々を「奴隷」と表現した。
逃亡奴隷に関して「コントラバンド」という言葉を初めて用いた機会として、1861年8月10日、アメリカ海軍の砲艦USSレゾリュートの船長代理ウィリアム・バッドが交信文書に使ったことが公式記録として残されている.。